# Artemio Franchi Stadion (Siena)
 A firenzei Artemio Franchi stadionhoz lásd: Artemio Franchi Stadion (Firenze)
A Stadio Artemio Franchi - Monte Paschi Arena egy olasz labdarúgó-stadion Sienában. A stadiont 1923-ban építették, ám az első hivatalos mérkőzést 1938. december 8-án játszották. Ezt a helyi csapat vívta az Empoli ellen egy barátságos meccs keretében.
A létesítmény csak később vette fel Artemio Franchi nevet.
Később bővítették is a stadion kapacitását, így a közel 10 ezer fős lelátó több mint 15 ezresre nőtt, pontos értéke 15 373 fő.